# Emily Sonnett

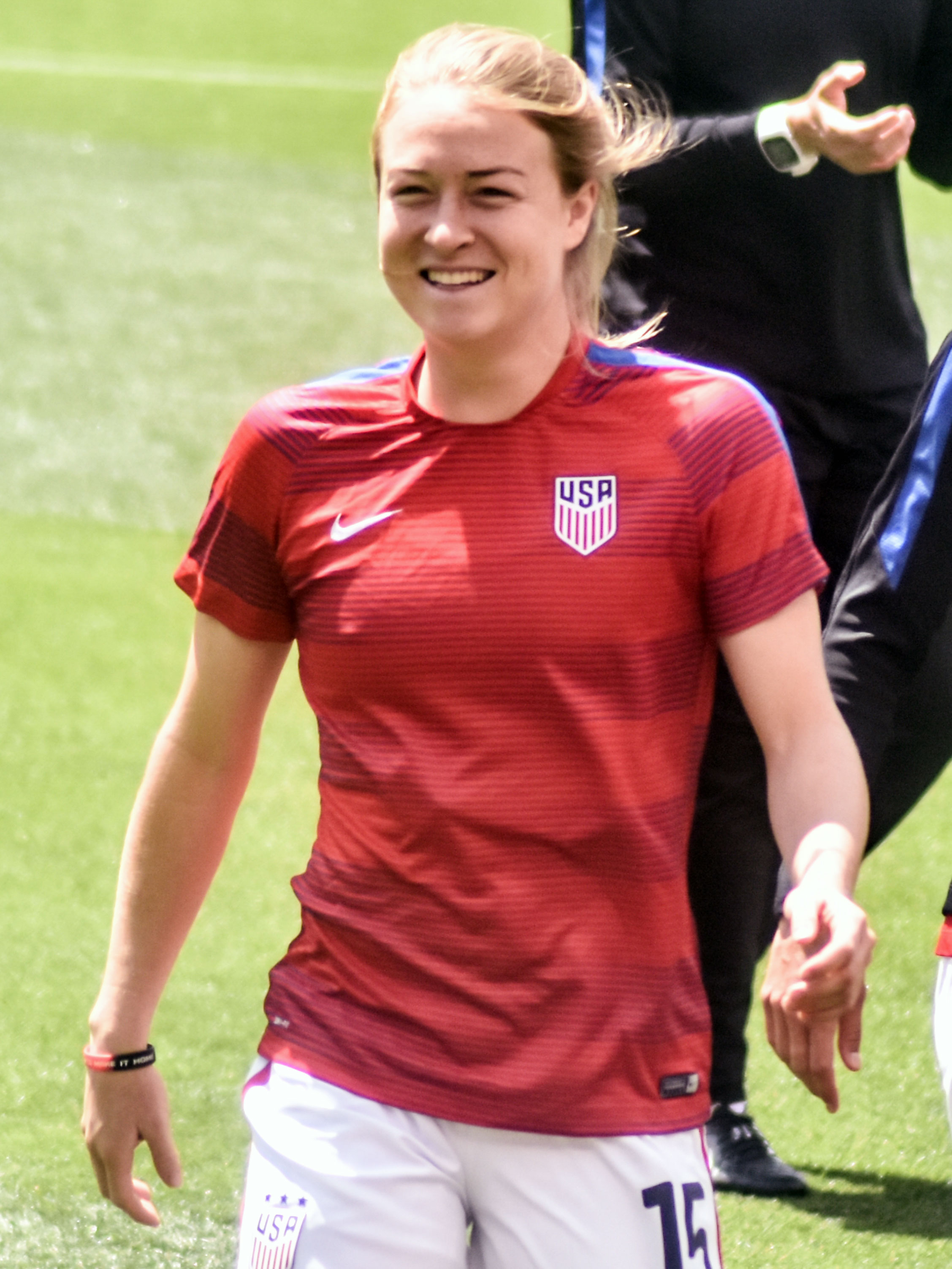
Emily Sonnett

Emily Sonnett, född 25 november 1993 i Marietta i Georgia, är en amerikansk fotbollsspelare.
Hon blev olympisk bronsmedaljör i fotboll vid sommarspelen 2020 i Tokyo.